# Ліберті Тауншип (округ Сасквеганна, Пенсільванія)
Ліберті Тауншип (англ. Liberty Township) — селище (англ. township) в США, в окрузі Сасквегенна штату Пенсільванія. Населення — 1130 осіб (2020).

## Демографія
Згідно з переписом 2010 року, у селищі мешкали 1292 особи в 507 домогосподарствах у складі 369 родин. Було 610 помешкань
Расовий склад населення:
| - 97,8 % — білих - 0,5 % — чорних або афроамериканців - 0,2 % — азіатів |

До двох чи більше рас належало 0,9 %. Частка іспаномовних становила 1,1 % від усіх жителів.
За віковим діапазоном населення розподілялося таким чином: 21,7 % — особи молодші 18 років, 62,1 % — особи у віці 18—64 років, 16,2 % — особи у віці 65 років та старші. Медіана віку мешканця становила 44,5 року. На 100 осіб жіночої статі у селищі припадало 108,4 чоловіків;  на 100 жінок у віці від 18 років та старших — 107,2 чоловіків також старших 18 років.
Середній дохід на одне домашнє господарство  становив 48 706 доларів США (медіана — 42 125), а середній дохід на одну сім'ю — 52 311 долар (медіана — 44 250). Медіана доходів становила 38 000 доларів для чоловіків та 32 721 долар для жінок. За межею бідності перебувало 23,8 % осіб, у тому числі 46,6 % дітей у віці до 18 років та 6,8 % осіб у віці 65 років та старших.
Цивільне працевлаштоване населення становило 543 особи. Основні галузі зайнятості: освіта, охорона здоров'я та соціальна допомога — 17,1 %, роздрібна торгівля — 14,0 %, виробництво — 10,5 %, оптова торгівля — 10,1 %.